# Deltoplastis causidica
Deltoplastis causidica is een vlinder uit de familie van de Lecithoceridae. De wetenschappelijke naam van de soort is voor het eerst geldig gepubliceerd  Meyrick.